# Amphibolella spinulosa
Amphibolella spinulosa är en plattmaskart. Amphibolella spinulosa ingår i släktet Amphibolella och familjen Typhloplanidae. Inga underarter finns listade i Catalogue of Life.